# アンソニーク・ストラチャン
アンソニーク・ストラチャン（Anthonique Strachan、1993年8月22日 - ）は、バハマの陸上競技選手、専門は短距離走。ナッソー出身。なお、姓の「ストラチャン」の実際の発音は「ストローン」に近い（[strɔːn]）。
2012年のロンドンオリンピックでは、女子200m、4×100mリレーの2種目に出場した。
2016年のリオデジャネイロオリンピックでは、女子200m、4×400mリレーの2種目に出場した。
2021年の東京オリンピックでは、前大会同様、女子200m、4×400mリレーの2種目に出場した。
2022年にユージーンで開催された世界陸上競技選手権大会では、女子100m、200mの2種目に出場した。過去の国際大会を通じて初めて出場した女子100mでは準決勝まで進出し、自己ベストを更新した。
ヘンリー・ロールのコーチの下、アメリカ合衆国アラバマ州オーバーンでトレーニングしている。

## 主な戦績
| 年   | 大会                                   | 開催地           | 種目         | 順位              | 記録      | 備考     |
| ---- | -------------------------------------- | ---------------- | ------------ | ----------------- | --------- | -------- |
| 2011 | 中央アメリカ・カリブ陸上競技選手権大会 | マヤグエス       | 200m         | 準優勝            | 22秒90    |          |
| 2011 | 中央アメリカ・カリブ陸上競技選手権大会 | マヤグエス       | 4×100mリレー | 3位               | 43秒74    |          |
| 2011 | 世界陸上競技選手権大会                 | 大邱             | 200m         | 準決勝敗退 (23位) | 23秒85    |          |
| 2011 | 世界陸上競技選手権大会                 | 大邱             | 4×100mリレー | 予選敗退 (17位)   | 50秒62    |          |
| 2012 | オリンピック                           | ロンドン         | 200m         | 準決勝敗退 (15位) | 22秒82    |          |
| 2012 | オリンピック                           | ロンドン         | 4×100mリレー | 予選敗退 (9位)    | 43秒07    |          |
| 2013 | 世界陸上競技選手権大会                 | モスクワ         | 200m         | 準決勝敗退 (9位)  | 22秒81    |          |
| 2015 | パンアメリカン競技大会                 | トロント         | 200m         | 決勝進出          | 途中棄権  |          |
| 2016 | オリンピック                           | リオデジャネイロ | 200m         | 予選敗退 (26位)   | 22秒96    |          |
| 2016 | オリンピック                           | リオデジャネイロ | 4×400mリレー | 予選敗退 (11位)   | 3分26秒36 | 国内記録 |
| 2017 | 世界陸上競技選手権大会                 | ロンドン         | 200m         | 準決勝敗退 (16位) | 23秒21    |          |
| 2017 | 世界陸上競技選手権大会                 | ロンドン         | 4×400mリレー | 予選敗退          | 途中棄権  |          |
| 2018 | コモンウェルスゲームズ                 | ゴールドコースト | 200m         | 準決勝敗退 (15位) | 23秒62    |          |
| 2019 | パンアメリカン競技大会                 | リマ             | 200m         | 5位               | 22秒97    |          |
| 2019 | 世界陸上競技選手権大会                 | ドーハ           | 200m         | 準決勝敗退 (23位) | 25秒44    |          |
| 2021 | オリンピック                           | 東京             | 200m         | 準決勝敗退 (11位) | 22秒56    |          |
| 2021 | オリンピック                           | 東京             | 4×400mリレー | 予選敗退          | 途中棄権  |          |
| 2022 | 世界陸上競技選手権大会                 | ユージーン       | 100m         | 準決勝敗退 (10位) | 10秒98    | 自己記録 |
| 2022 | 世界陸上競技選手権大会                 | ユージーン       | 200m         | 予選敗退 (44位)   | 1分50秒06 |          |

## 記録
| 種目 | 記録   | 年月日        | 場所           | 備考 |
| ---- | ------ | ------------- | -------------- | ---- |
| 100m | 10秒98 | 2022年7月17日 | ユージーン     |      |
| 200m | 22秒32 | 2013年6月22日 | ナッソー       |      |
| 400m | 52秒42 | 2016年6月11日 | モンテヴェルデ |      |